# Chili aux Jeux olympiques d'hiver de 1952
Cet article contient des informations sur la participation et les résultats du Chili aux Jeux olympiques d'hiver de 1952, qui ont eu lieu à Oslo en Norvège. 

## Délégation
Le tableau suivant montre le nombre d'athlètes chiliens dans chaque discipline :
| Sport     | Hommes | Femmes | Total |
| --------- | ------ | ------ | ----- |
| Ski Alpin | 3      | 0      | 3     |
| Total     | 3      | 0      | 3     |

## Résultats

### Ski alpin
| Athlète          | Épreuve      | Course 1     | Course 1 | Course 2     | Course 2     | Total        | Total        |
| Athlète          | Épreuve      | Temps        | Rang     | Temps        | Rang         | Temps        | Rang         |
| ---------------- | ------------ | ------------ | -------- | ------------ | ------------ | ------------ | ------------ |
| Jaime Errázuriz  | Descente     |              |          |              |              | 3 min 53 s 3 | 68           |
| Eduardo Silva    | Descente     |              |          |              |              | 3 min 52 s 3 | 66           |
| Jaime Errázuriz  | Slalom géant |              |          |              |              | 3 min 30 s 3 | 76           |
| Eduardo Silva    | Slalom géant |              |          |              |              | 3 min 25 s 6 | 75           |
| Sergio Navarrete | Slalom       | 1 min 20 s 9 | 63       | Non qualifié | Non qualifié | Non qualifié | Non qualifié |
| Jaime Errázuriz  | Slalom       | 1 min 19 s 0 | 62       | Non qualifié | Non qualifié | Non qualifié | Non qualifié |
| Eduardo Silva    | Slalom       | 1 min 16 s 2 | 56       | Non qualifié | Non qualifié | Non qualifié | Non qualifié |